# Bắc sử
| Nhị thập tứ sử | Nhị thập tứ sử | Nhị thập tứ sử              | Nhị thập tứ sử |
| -------------- | -------------- | --------------------------- | -------------- |
| STT            | Tên sách       | Tác giả                     | Số quyển       |
| 1              | Sử ký          | Tư Mã Thiên                 | 130            |
| 2              | Hán thư        | Ban Cố                      | 100            |
| 3              | Hậu Hán thư    | Phạm Diệp                   | 120            |
| 4              | Tam quốc chí   | Trần Thọ                    | 65             |
| 5              | Tấn thư        | Phòng Huyền Linh (chủ biên) | 130            |
| 6              | Tống thư       | Thẩm Ước                    | 100            |
| 7              | Nam Tề thư     | Tiêu Tử Hiển                | 59             |
| 8              | Lương thư      | Diêu Tư Liêm                | 56             |
| 9              | Trần thư       | Diêu Tư Liêm                | 36             |
| 10             | Ngụy thư       | Ngụy Thâu                   | 114            |
| 11             | Bắc Tề thư     | Lý Bách Dược                | 50             |
| 12             | Chu thư        | Lệnh Hồ Đức Phân (chủ biên) | 50             |
| 13             | Tùy thư        | Ngụy Trưng (chủ biên)       | 85             |
| 14             | Nam sử         | Lý Diên Thọ                 | 80             |
| 15             | Bắc sử         | Lý Diên Thọ                 | 100            |
| 16             | Cựu Đường thư  | Lưu Hú (chủ biên)           | 200            |
| 17             | Tân Đường thư  | Âu Dương Tu, Tống Kỳ        | 225            |
| 18             | Cựu Ngũ Đại sử | Tiết Cư Chính (chủ biên)    | 150            |
| 19             | Tân Ngũ Đại sử | Âu Dương Tu (chủ biên)      | 74             |
| 20             | Tống sử        | Thoát Thoát (chủ biên)      | 496            |
| 21             | Liêu sử        | Thoát Thoát (chủ biên)      | 116            |
| 22             | Kim sử         | Thoát Thoát (chủ biên)      | 135            |
| 23             | Nguyên sử      | Tống Liêm (chủ biên)        | 210            |
| 24             | Minh sử        | Trương Đình Ngọc (chủ biên) | 332            |
| -              | Tân Nguyên sử  | Kha Thiệu Mân (chủ biên)    | 257            |
| -              | Thanh sử cảo   | Triệu Nhĩ Tốn (chủ biên)    | 529            |

Bắc sử (北史) là một quyển sách trong Nhị thập tứ sử do Lý Đại Sư viết về giai đoạn lịch sử từ năm 386 tới 618. Sau khi Lý Đại Sư mất, Lý Diên Thọ, một nhà văn kiêm sử gia thời nhà nhà Đường và là con trai của Lý Đại Sư, tiếp tục viết sách này từ năm 643 tới năm 659.
Sách có 100 quyển bao gồm Bản kỷ 12 quyển, Liệt truyện 88 quyển, viết về lịch sử những quốc gia Bắc triều vào thời Nam Bắc triều (năm 439 đến năm 589), như nước Bắc Ngụy, Tây Ngụy, Đông Ngụy, Bắc Tề, Bắc Chu, nhà Tùy. Một số lớn nội dung mang tính tự sự và sách bị mất khá nhiều bản chiếu lệnh, tấu văn, một nửa trong phân nửa nội dung sách đều tập hợp từ các bộ sử trước là Ngụy thư, Bắc Tề thư, Chu thư.

## Trích dẫn tiêu biểu
- "Nhất nhân đương thiên" (Một người đương nghìn) - Liệt Truyện 43 (列傳43) của sách Bắc Sử có viết: "Thái hậu vân: 'Ung nhất nhân đương thiên', nhưng biệt tứ tiễn thải = Hoàng-hậu rằng: 'Đường Ung dũng cảm như nghìn người', nhưng chưa trả tiền cho Đường Ung (啟太后云『邕一人當千』仍別賜錢采)".

## Mục lục

### Bản kỉ
- Quyển 1;　Ngụy bản kỉ thứ 1:　Thái Tổ Đạo Vũ Đế, Thái Tông Minh Nguyên Đế
- Quyển 2;　Ngụy bản kỉ thứ 2:　Thế Tổ Thái Vũ Đế, Cung Tông Cảnh Mục Đế, Cao Tông Văn Thành Đế, Hiển Tổ Hiến Văn Đế
- Quyển 3;　Ngụy bản kỉ thứ 3:　Cao Tổ Hiếu Văn Đế
- Quyển 4;　Ngụy bản kỉ thứ 4:　Thế Tông Tuyên Vũ Đế, Túc Tông Hiếu Minh Đế
- Quyển 5;　Ngụy bản kỉ thứ 5:　Kính Tông Hiếu Trang Đế, Tiết Mẫn Đế, Phế Đế, Hiếu Vũ Đế, Tây Ngụy Văn Đế, Tây Ngụy Phế Đế, Tây Ngụy Cung Đế, Đông Ngụy Hiếu Tĩnh Đế
- Quyển 6;　Tề bản kỉ thượng thứ 6:　Cao Tổ Thần Vũ Đế, Thế Tông Văn Tương Đế
- Quyển 7;　Tề bản kỉ trung thứ 7:　Hiển Tổ Văn Tuyên Đế, Phế Đế, Hiếu Chiêu Đế
- Quyển 8;　Tề bản kỉ hạ thứ 8:　Thế Tổ Vũ Thành Đế, Hậu Chủ, Ấu Chủ
- Quyển 9;　Chu bản kỉ thượng thứ 9:　Thái Tổ Văn Đế, Hiếu Mẫn Đế, Thế Tông Minh Đế
- Quyển 10　Chu bản kỉ hạ thứ 10: Cao Tổ Vũ Đế, Tuyên Đế, Tĩnh Đế
- Quyển 11　Tuỳ bản kỉ thượng thứ 11: Cao Tổ Văn Đế
- Quyển 12　Tuỳ bản kỉ hạ thứ 12: Dượng Đế, Cung Đế

### Liệt truyện
- Quyển 13　liệt truyện thứ 1:　Hậu phi truyện thượng
- Quyển 14　liệt truyện thứ 2:　Hậu phi truyện hạ
- Quyển 15　liệt truyện thứ 3:　Ngụy chư tôn thất truyện
- Quyển 16　liệt truyện thứ 4:　Đạo Vũ thất vương, Minh Nguyên lục vương, Thái Vũ ngũ vương truyện
- Quyển 17　liệt truyện thứ 5:　Cảnh Mục thập nhị vương truyện thượng
- Quyển 18　liệt truyện thứ 6:　Cảnh Mục thập nhị vương truyện hạ
- Quyển 19　liệt truyện thứ 7:　Văn Thành ngũ vương, Hiến Văn lục vương, Hiếu Văn lục vương truyện
- Quyển 20　liệt truyện thứ 8:　Vệ Tháo, Mạc Hàm, Lưu Khố Nhân, Uý Cổ Chân, Mục Sùng, Hề Cân, Thúc Tôn Kiến, An Đồng, Dữu Nghiệp Diên, Vương Kiến, La Kết, Lâu Phục Liên, Lư Đại Phì, Hề Mục, Hoà Bạt, Mạc Đề, Hạ Địch Can, Lý Lật, Hề Quyến truyện
- Quyển 21　liệt truyện thứ 9:　Yên Phượng, Hứa Khiêm, Thôi Hoành, Trương Cổn, Đặng Ngạn Hải truyện
- Quyển 22　liệt truyện thứ 10: Trường Tôn Tung, Trường Tôn Đạo Sinh, Trường Tôn Phì truyện
- Quyển 23　liệt truyện thứ 11: Vu Lật Đê truyện
- Quyển 24　liệt truyện thứ 12: Thôi Sính, Vương Hiến, Phong Ý truyện
- Quyển 25　liệt truyện thứ 13: Cổ Bẫn, Trương Lê, lưu Khiết, Khâu Đôi, Nga Thanh, Y □, Ất Khôi, Chu Kỉ, Đậu Đại Điền, Xa Y Lạc, Vương Lạc Nhi, Xa Lộ Đầu, Lư Lỗ Nguyên, Trần Kiến, Lai Đại Can, Túc Thạch, Vạn An Quốc, Chu Quán, Uý Bát, Lục Chân, Lã Lạc Bạt, Tiết Bưu Tử, Uý Nguyên, Mộ Dung Bạch Diệu, Hoà Kì Nô, Cẩu Đồi, Vũ Văn Phúc truyện
- Quyển 26　liệt truyện thứ 14: Tống Ẩn, Hứa Ngạn, Điêu Ung, Tân Thiệu Tiên, Vi Lãng, Đỗ Quyền truyện
- Quyển 27　liệt truyện thứ 15: Khuất Tuân, Trương Bồ, Cốc Hồn, Công Tôn Biểu, Trương Tế, Lý Tiên, Cổ Di, Đậu Cẩn, Lý Hân, Hàn Diên Chi, Viên Thức, Mao Tu Chi, Đường Hoà, Khấu Tán, Lịch Phạm, Hàn Tú, Nghiêu Huyên, Liễu Sùng truyện
- Quyển 28　liệt truyện thứ 16: Lục Sĩ, Nguyên Hạ, Lưu Ni, Tiết Đề truyện
- Quyển 29　liệt truyện thứ 17: Tư Mã Hưu Chi, Tư Mã Sở Chi, Lưu Sưởng, Tiêu Bảo Di, Tiêu Chính Biểu, Tiêu Chi, Tiêu Thoái, Tiêu Thái Tiêu Huy, Tiêu Viên Túc, Tiêu Đại Viên truyện
- Quyển 30　liệt truyện thứ 18: Lư Huyền, Lư Nhu, Lư Quán, Lư Đồng, Lư Đản truyện
- Quyển 31　liệt truyện thứ 19: Cao Doãn, Cao Hộ, Lư Tào truyện
- Quyển 32　liệt truyện thứ 20: Thôi Giám, Thôi Biện, Thôi Đĩnh truyện
- Quyển 33　liệt truyện thứ 21: Lý Linh, Lý Thuận, Lý Hiếu Bá, Lý Duệ, Lý Nghĩa Thâm truyện
- Quyển 34　liệt truyện thứ 22: Du Nhã, Cao Lư, Triệu Dật, Hồ Tẩu, Hồ Phương Hồi, Trương Trạm, Đoạn Thừa Căn, Hám Nhân, Lưu Diên Minh, Triệu Nhu, Sách Sưởng, Tống Diêu, Giang Thức truyện
- Quyển 35　liệt truyện thứ 23: Vương Tuệ Long, Trịnh Hy truyện
- Quyển 36　liệt truyện thứ 24: Tiết Biện, Tiết Chí, Tiết Đăng truyện
- Quyển 37　liệt truyện thứ 25: Hàn Mậu, Bì Báo Tử, Phong Sắc Văn, Lã La Hán, Khổng Bá Cung, Điền Ích Tôn, Mạnh Biểu, Hề Khang Sinh, Dương Đại Nhãn, Thôi Diên Bá, Lý Thúc Nhân truyện
- Quyển 38　liệt truyện thứ 26: Bồi Tuấn, Bồi Diên Tuyển, Bồi Đà, Bồi Quả, Bồi Khoan, Bồi Hiệp, Bồi Văn Cử, Bồi Nhân Cơ truyện
- Quyển 39　liệt truyện thứ 27: Tiết An Đô, Lưu Hưu Tân, Phòng Pháp Thọ, Tất Chúng Kính, Dương Chỉ truyện
- Quyển 40　liệt truyện thứ 28: Hàn Kỳ Lân, Trình Tuấn, Lý Bưu, Cao Đạo Duyệt, Chân Sâm, Trương Soạn, Cao Thông truyện
- Quyển 41　liệt truyện thứ 29: Dương Bá, Dương Phu truyện
- Quyển 42　liệt truyện thứ 30: Vương Túc, Lưu Phương, Thường Sảng truyện
- Quyển 43　liệt truyện thứ 31: Quách Tộ, Trương Di, Hình Loan, Lý Sùng truyện
- Quyển 44　liệt truyện thứ 32: Thôi Quang, Thôi Lượng truyện
- Quyển 45　liệt truyện thứ 33: Bùi Thúc Nghiệp, Hạ Hầu Đạo Thiên, Lý Nguyên Hộ, Tịch Pháp Hữu, Vương Thế Bẫn, Giang Duyệt Chi, Thuần Vu Đản, Thẩm Văn Tú, Trương Đảng, Lý Miêu, Lưu Tảo, Phó Vĩnh, Phó Thụ Nhãn, Trương Liệt, Lý Thúc Bưu, Lộ Thị Khánh, Phòng Lượng, Tào Thế Biểu, Phan Vĩnh Cơ, Châu Nguyên Húc truyện
- Quyển 46　liệt truyện thứ 34: Tôn Thiệu, Trương Phổ Huệ, Thành Yêm, Phạm Thiệu, Lưu Đào Phù, Lộc Duy, Trương Diệu, Lưu Đạo Bân, Đổng Thiệu, Phùng Nguyên Hưng truyện
- Quyển 47　liệt truyện thứ 35: Viên Phiên, Dương Ni, Cổ Tư Bá, Tổ Oánh truyện
- Quyển 48　liệt truyện thứ 36: Nhĩ Chu Vinh truyện
- Quyển 49　liệt truyện thứ 37: Châu Thuỵ, Sất Liệt Diên Khánh, Hộc Tư Xuân, Cổ Hiển Độ, Phàn Tử Hộc, Hầu Thâm, Hạ Bạt Doãn, Hầu Mạc Trần Duyệt, Niệm Hiền, Lương Lãm, Lôi Thiệu, Mao Hà, Ất Phất Lãng truyện
- Quyển 50　liệt truyện thứ 38: Tân Hùng, Dương Cơ, Cao Đạo Mục, Kỳ Tuyển, Sơn Vĩ, Vũ Văn Trung Chi, Phí Mục, Mạnh Oai truyện
- Quyển 51　liệt truyện thứ 39: Tề tôn thất chư vương truyện thượng
- Quyển 52　liệt truyện thứ 40: Tề tôn thất chư vương truyện hạ
- Quyển 53　liệt truyện thứ 41: Vạn Sĩ Phổ, Khả Chu Hồn Nguyên, Lưu Phong, Phá Lục Hàn Thường, Kim Tộ, Lưu Quý, Sái Tuyển, Hàn Hiền, Uý Trường Mạng, Vương Hoài, Nhậm Tường, Mạc Đa Lâu Thải Văn, Xá Địch Hồi Lạc, Xá Địch Thịnh, Trương Bảo Lạc, Hầu Mạc Trần Tương, Tiết Cô Diên, Hộc Luật Khương Cử, Trương Quỳnh, Tống Hiển, Vương Tắc, Mộ Dung Thiệu Tông, Sất Liệt Bình, Bộ Đại Hãn Tát, Tiết Tu Nghĩa, Mộ Dung Nghiễm, Phan Lạc, Bành Lạc, Bạo Hiển, Bì Cảnh Hoà, Kì Liên Mãnh, Nguyên Cảnh An, Độc Cô Vĩnh Nghiệp, Tiên Vu Thế Vinh, Phó Phục truyện
- Quyển 54　liệt truyện thứ 42: Tôn Đằng, Cao Long Chi, Tư Mã Tử Như, Đậu Thái, Uất Cảnh, Lâu Chiêu, Xá Địch Can, Hàn Quỹ, Đoạn Vinh, Hộc Luật Kim truyện
- Quyển 55　liệt truyện thứ 43: Tôn Khiên, Trần Nguyên Khang, Đỗ Bẫn, Phòng Mô, Trương Soạn, Trương Lượng, Trương Diệu, Vương Tuấn, Vương Hoành, Kính Hiển Tuyển, Bình Giám, Đường Ung, Bạch Kiến, Nguyên Văn Dao, Triệu Ngạn Thâm, Hách Liên Tử Duyệt, Bằng Tử Tông, Lang Cơ truyện
- Quyển 56　liệt truyện thứ 44: Ngụy Thâu, Nguy Trường Hiền, Nguy Quý Cảnh, Nguy Lan Căn truyện
- Quyển 57　liệt truyện thứ 45: Chu tôn thất truyện
- Quyển 58　liệt truyện thứ 46: Chu thất chư vương truyện
- Quyển 59　liệt truyện thứ 47: Khấu Lạc, Triệu Quý, Lý Hiền, Lương Ngự truyện
- Quyển 60　liệt truyện thứ 48: Lý Bẫn, Vũ Văn Quý, Hầu Mạc Trần Sùng, Vương Hùng truyện
- Quyển 61　liệt truyện thứ 49: Vương Minh, Độc Cô Tín, Đậu Sí, Hạ Lan Tường, Sất Liệt Phục Quy, Diêm Khánh, Sử Ninh, Quyền Cảnh Tuyên truyện
- Quyển 62　liệt truyện thứ 50: Vương Bi, Vương Tư Chính, Uất Trì Huýnh, Vương Quỹ truyện
- Quyển 63　liệt truyện thứ 51: Chu Huệ Đạt, Bằng Cảnh, Tô Xước truyện
- Quyển 64　liệt truyện thứ 52: Vi Hiếu Khoan, Vi Chấn, Liễu Cầu truyện
- Quyển 65　liệt truyện thứ 53: Đạt Hề Vũ, Nhược Can Huệ, Di Phong, Lưu Lượng, Vương Đức, Hách Liên Đạt, Hàn Quả, Sái Hộ, Thường Thiện, Tân Uy, Xá Địch Xương, Lương Xuân, Lương Đài, Điền Hoằng truyện
- Quyển 66　liệt truyện thứ 54: Vương Kiệt, Vương Dũng, Vũ Văn Cầu, Cảnh Hào, Cao Lâm, Lý Hoà, Y Lâu Mục, Đạt Hề Thực, Lưu Hùng, Hầu Thực, Lý Diên Tôn, Vi Hộ, Trần Hân, Ngụy Huyền, Tuyền Tiên, Lý Thiên Triết, Dương Càn Vận, Phù Mãnh, Dương Hùng, Tịch Cố, Nhậm Quả truyện
- Quyển 67　liệt truyện thứ 55: Thôi Ngạn Mục, Dương Soạn, Đoạn Vĩnh, Lệnh Hồ Chỉnh, Đường Vĩnh, Liễu Mẫn, Vương Sĩ Lương truyện
- Quyển 68　liệt truyện thứ 56: Đậu Lư Ninh, Dương Thiệu, Vương Nhã, Hàn Hùng, Hạ Nhược Đôn truyện
- Quyển 69　liệt truyện thứ 57: Thân Huy, Lục Thông, Xá Địch Trĩ, Dương Tiến, Vương Khánh, Triệu Cương, Triệu Sưởng, Vương Duyệt, Triệu Văn Biểu, Nguyên Định, Dương Phiếu truyện
- Quyển 70　liệt truyện thứ 58: Hàn Bao, Triệu Túc, Trương Quỹ, Lý Ngạn, Quách Ngạn, Lương Hân, Hoàng Phủ Phan, Tân Khánh Chi, Vương Tử Trực, Đỗ Cảo, Lã Tư Lễ, Từ Chiêu, Đàn Chứ, Mạnh Tín, Tôn Lẫm, Lưu Phan, Liễu Hà truyện
- Quyển 71　liệt truyện thứ 59: Tuỳ tôn thất chư vương truyện
- Quyển 72　liệt truyện thứ 60: Cao Quýnh, Ngưu Hoàng, Lý Đức Lâm truyện
- Quyển 73　liệt truyện thứ 61: Lương Sĩ Ngạn, Nguyên Hài, Ngu Khánh Tắc, Nguyên Trụ, Đạt Hề Trường Nho, Hạ Lâu Tử Càn, Sử Vạn Tuế, Lưu Phương, Đỗ Ngạn, Chu Dao, Độc Cô Khải, Khất Phục Tuệ, Trương Oai, Hoà Hồng, Âm Thọ, Dương Nghĩa Thần truyện
- Quyển 74　liệt truyện thứ 62: Lưu Phảng, Liễu Cừu, Hoàng Phủ Tích, Quách Diễn, Trương Hành, Dương Uông, Bồi Uân, Viên Sung, Lý Hùng truyện
- Quyển 75　liệt truyện thứ 63: Triệu Cảnh, Triệu Phân, Vương Thiều, Nguyên Nham, Vũ Văn Bi, Y Lâu Khiêm, Lý Viên Thông, Quách Vinh, Bàng Hoảng, Lý An, Dương Thượng Hy, Trương Cảnh, Tô Hiếu Từ, Nguyên Thọ truyện
- Quyển 76　liệt truyện thứ 64: Đoạn Văn Chấn, Lai Hộ Nhi, Phàn Tử Cái, Chu La Hầu, Chu Pháp Thượng, Vệ Huyền, Lưu Quyền, Lý Cảnh, Tiết Thế Hùng truyện
- Quyển 77　liệt truyện thứ 65: Bồi Chính, Lý Ngạc, Bào Hoành, Cao Cấu, Vinh Bì, Lục Tri Mạng, Lương Bì, Liễu Uất, Triệu Xước, Đỗ Chỉnh truyện
- Quyển 78　liệt truyện thứ 66: Trương Định Hoà, Trương Vân, Mạch Thiết Trượng, Quyền Võ, Vương Nhân Cung, Thổ Vạn Tự, Đổng Thuần, Ngư Câu La, Vương Biện, Trần Lăng, Triệu Tài truyện
- Quyển 79　liệt truyện thứ 67: Vũ Văn Thuật, Vương Thế Sung, Đoạn Đạt truyện
- Quyển 80　liệt truyện thứ 68: Ngoại thích truyện
- Quyển 81　liệt truyện thứ 69: Nho lâm truyện thượng
- Quyển 82　liệt truyện thứ 70: Nho lâm truyện hạ
- Quyển 83　liệt truyện thứ 71: Văn uyển truyện
- Quyển 84　liệt truyện thứ 72: Hiếu hành truyện
- Quyển 85　liệt truyện thứ 73: Tiết nghĩa truyện
- Quyển 86　liệt truyện thứ 74: Tuần lại truyện
- Quyển 87　liệt truyện thứ 75: Khốc lại truyện
- Quyển 88　liệt truyện thứ 76: Ẩn dật truyện
- Quyển 89　liệt truyện thứ 77: Nghệ thuật truyện thượng
- Quyển 90　liệt truyện thứ 78: Nghệ thuật truyện hạ
- Quyển 91　liệt truyện thứ 79: Liệt nữ truyện
- Quyển 92　liệt truyện thứ 80: Ân hạnh truyện
- Quyển 93　liệt truyện thứ 81: Tiếm Nguỵ phụ dung truyện - Hạ, Yên, Hậu Tần, Bắc Yên, Tây Tần, Bắc Lương, Hậu Lương
- Quyển 94　liệt truyện thứ 82: Cao Ly, Bách Tế, Tân La, Vật Cát, Hề, Khiết Đan, Thất Vi, Đậu Mạc Lâu, Địa Đậu Can, Ô Lạc Hầu, Lưu Cầu, Oa truyện
- Quyển 95　liệt truyện thứ 83: Man, Lão, Lâm Ấp, Xích Thổ, Chân Lạp, Bà Lợi truyện
- Quyển 96　liệt truyện thứ 84: Đê, Thổ Cốc Hồn, Đãng Xương, Đặng Chí, Bạch Lan, Đảng Hạng, Phụ Quốc Kê Hồ truyện
- Quyển 97　liệt truyện thứ 85: Tây Vực truyện
- Quyển 98　liệt truyện thứ 86: Nhu Nhu, Hung Nô Vũ Văn Mạc Hoè, Đồ Hà Đoàn Tựu Lục Quyến, Cao Xa truyện
- Quyển 99　liệt truyện thứ 87: Đột Quyết, Thiết Lặc truyện
- Quyển 100　liệt truyện thứ 88: Tự truyện - Lương Vũ Chiêu Vương Lý Cảo truyện